# Samtgemeinde Harsefeld
Die Samtgemeinde Harsefeld liegt im niedersächsischen Landkreis Stade im südlichen Teil der Stader Geest. Sie wird seit dem 1. Januar 2013 als selbständige Gemeinde geführt.

## Geografie

### Geografische Lage
Die Samtgemeinde Harsefeld liegt südlich der Kreisstadt Stade und südwestlich von Hamburg auf der Stader Geest. Auf dem Gebiet der Samtgemeinde liegen die Orte Ahlerstedt, Ahrensmoor, Ahrenswohlde, Bargstedt, Bokel, Brest, Griemshorst, Harsefeld, Hollenbeck, Issendorf, Kakerbeck, Oersdorf, Ohrensen, Ottendorf-Klethen, Reith, Ruschwedel, Wangersen, Weißenfelde und Wohlerst sowie die Naturschutzgebiete Braken und Harselah, Kahles und Wildes Moor, Im Tadel, Aueniederung und Nebentäler, Frankenmoor und Steinbeckforst. Zudem entspringt die Aue im Gemeindegebiet und durchfließt sie.

### Nachbargemeinden
Im Nordwesten und Norden grenzt Harsefeld an die Samtgemeinde Fredenbeck, im Nordosten an die Samtgemeinde Horneburg, im Osten an die Samtgemeinde Apensen sowie im Süden an die Landkreise Harburg und Rotenburg (Wümme).

### Samtgemeindegliederung
Die Samtgemeinde besteht aus den Mitgliedsgemeinden Ahlerstedt, Bargstedt, Brest und dem Flecken Harsefeld.

## Geschichte
Die erste Samtgemeinde Harsefeld wurde 1967 aus den damals selbstständigen Gemeinden Harsefeld, Ruschwedel und Issendorf gegründet und bestand bis zum 1. Juli 1972. Gemeindedirektor war Horst Cöster.
Die jetzige Samtgemeinde Harsefeld wurde 1972 im Rahmen der niedersächsischen Verwaltungs- und Gebietsreform aus den oben genannten vier Mitgliedsgemeinden gebildet.

### Einwohnerentwicklung
| Jahr              | Einwohner |
| ----------------- | --------- |
| 31. Dezember 1972 | 12.892    |
| 31. Dezember 1977 | 14.035    |
| 31. Dezember 1982 | 14.706    |
| 31. Dezember 1987 | 15.153    |
| 31. Dezember 1992 | 16.456    |
| 31. Dezember 1997 | 17.907    |
| 31. Dezember 2002 | 20.186    |
| 31. Dezember 2007 | 20.394    |
| 31. Dezember 2012 | 20.093    |
| 31. Dezember 2017 | 21.447    |

## Politik

### Samtgemeinderat
Der Rat der Samtgemeinde Harsefeld besteht aus 34 Ratsfrauen und Ratsherren. Dies ist die festgelegte Anzahl für eine Gemeinde mit einer Einwohnerzahl zwischen 20.001 und 25.000 Einwohnern. Die Ratsmitglieder werden durch eine Kommunalwahl für jeweils fünf Jahre gewählt. Neben den 34 in der Samtgemeindewahl gewählten Mitgliedern ist außerdem der hauptamtliche Samtgemeindebürgermeister im Rat stimmberechtigt.
Die Kommunalwahl am 12. September 2021 führte zu folgendem Ergebnis:
| Parteien und Wählergemeinschaften | Parteien und Wählergemeinschaften           | % 2021 | Sitze 2021 |  | % 2016 | Sitze 2016 | % 2011 | Sitze 2011 | % 2006 | Sitze 2006 | % 2001 | Sitze 2001 | Samtgemeinderatswahl 2021Wahlbeteiligung: 60,53 % 403020100 39,5018,8325,708,85n. k.n. k.1,002,862,330,92 FWGSPDCDUGrüneALFANPDLinkeAfDWGFDPGewinne und Verlusteim Vergleich zu 2016 %p 8 6 4 2 0 −2 −4 −6 −8−10+7,52−8,92−1,04+3,18−3,08−2,37−1,06+2,86+2,33+0,92FWGSPDCDUGrüneALFANPDLinkeAfDWGFDP |
| FWG                               | Freie Wählergemeinschaft                    | 39,50  | 14         |  | 31,98  | 11         | 25,65  | 9          | 22,47  | 8          | 20,97  | 7          | Samtgemeinderatswahl 2021Wahlbeteiligung: 60,53 % 403020100 39,5018,8325,708,85n. k.n. k.1,002,862,330,92 FWGSPDCDUGrüneALFANPDLinkeAfDWGFDPGewinne und Verlusteim Vergleich zu 2016 %p 8 6 4 2 0 −2 −4 −6 −8−10+7,52−8,92−1,04+3,18−3,08−2,37−1,06+2,86+2,33+0,92FWGSPDCDUGrüneALFANPDLinkeAfDWGFDP |
| CDU                               | Christlich Demokratische Union Deutschlands | 25,70  | 9          |  | 26,74  | 9          | 32,78  | 11         | 43,35  | 15         | 45,73  | 16         | Samtgemeinderatswahl 2021Wahlbeteiligung: 60,53 % 403020100 39,5018,8325,708,85n. k.n. k.1,002,862,330,92 FWGSPDCDUGrüneALFANPDLinkeAfDWGFDPGewinne und Verlusteim Vergleich zu 2016 %p 8 6 4 2 0 −2 −4 −6 −8−10+7,52−8,92−1,04+3,18−3,08−2,37−1,06+2,86+2,33+0,92FWGSPDCDUGrüneALFANPDLinkeAfDWGFDP |
| SPD                               | Sozialdemokratische Partei Deutschlands     | 18,83  | 6          |  | 27,75  | 9          | 25,07  | 9          | 26,56  | 9          | 27,79  | 9          | Samtgemeinderatswahl 2021Wahlbeteiligung: 60,53 % 403020100 39,5018,8325,708,85n. k.n. k.1,002,862,330,92 FWGSPDCDUGrüneALFANPDLinkeAfDWGFDPGewinne und Verlusteim Vergleich zu 2016 %p 8 6 4 2 0 −2 −4 −6 −8−10+7,52−8,92−1,04+3,18−3,08−2,37−1,06+2,86+2,33+0,92FWGSPDCDUGrüneALFANPDLinkeAfDWGFDP |
| GRÜNE                             | Bündnis 90/Die Grünen                       | 8,85   | 3          |  | 5,67   | 2          | 9,69   | 3          | 5,19   | 2          | 4,69   | 1          | Samtgemeinderatswahl 2021Wahlbeteiligung: 60,53 % 403020100 39,5018,8325,708,85n. k.n. k.1,002,862,330,92 FWGSPDCDUGrüneALFANPDLinkeAfDWGFDPGewinne und Verlusteim Vergleich zu 2016 %p 8 6 4 2 0 −2 −4 −6 −8−10+7,52−8,92−1,04+3,18−3,08−2,37−1,06+2,86+2,33+0,92FWGSPDCDUGrüneALFANPDLinkeAfDWGFDP |
| AfD                               | Alternative für Deutschland                 | 2,86   | 1          |  | —      | —          | —      | —          | —      | —          | —      | —          | Samtgemeinderatswahl 2021Wahlbeteiligung: 60,53 % 403020100 39,5018,8325,708,85n. k.n. k.1,002,862,330,92 FWGSPDCDUGrüneALFANPDLinkeAfDWGFDPGewinne und Verlusteim Vergleich zu 2016 %p 8 6 4 2 0 −2 −4 −6 −8−10+7,52−8,92−1,04+3,18−3,08−2,37−1,06+2,86+2,33+0,92FWGSPDCDUGrüneALFANPDLinkeAfDWGFDP |
| WG                                | BÜRGERLICHE Wählergruppe Harsefeld          | 2,33   | 1          |  | —      | —          | —      | —          | —      | —          | —      | —          | Samtgemeinderatswahl 2021Wahlbeteiligung: 60,53 % 403020100 39,5018,8325,708,85n. k.n. k.1,002,862,330,92 FWGSPDCDUGrüneALFANPDLinkeAfDWGFDPGewinne und Verlusteim Vergleich zu 2016 %p 8 6 4 2 0 −2 −4 −6 −8−10+7,52−8,92−1,04+3,18−3,08−2,37−1,06+2,86+2,33+0,92FWGSPDCDUGrüneALFANPDLinkeAfDWGFDP |
| LINKE                             | Die Linke                                   | 1,00   | 0          |  | 2,06   | 1          | 1,42   | 0          | —      | —          | —      | —          | Samtgemeinderatswahl 2021Wahlbeteiligung: 60,53 % 403020100 39,5018,8325,708,85n. k.n. k.1,002,862,330,92 FWGSPDCDUGrüneALFANPDLinkeAfDWGFDPGewinne und Verlusteim Vergleich zu 2016 %p 8 6 4 2 0 −2 −4 −6 −8−10+7,52−8,92−1,04+3,18−3,08−2,37−1,06+2,86+2,33+0,92FWGSPDCDUGrüneALFANPDLinkeAfDWGFDP |
| FDP                               | Freie Demokratische Partei                  | 0,92   | 0          |  | —      | —          | 1,00   | 0          | —      | —          | —      | —          | Samtgemeinderatswahl 2021Wahlbeteiligung: 60,53 % 403020100 39,5018,8325,708,85n. k.n. k.1,002,862,330,92 FWGSPDCDUGrüneALFANPDLinkeAfDWGFDPGewinne und Verlusteim Vergleich zu 2016 %p 8 6 4 2 0 −2 −4 −6 −8−10+7,52−8,92−1,04+3,18−3,08−2,37−1,06+2,86+2,33+0,92FWGSPDCDUGrüneALFANPDLinkeAfDWGFDP |
| ALFA                              | Allianz für Fortschritt und Aufbruch        | —      | —          |  | 3,08   | 1          | —      | —          | —      | —          | —      | —          | Samtgemeinderatswahl 2021Wahlbeteiligung: 60,53 % 403020100 39,5018,8325,708,85n. k.n. k.1,002,862,330,92 FWGSPDCDUGrüneALFANPDLinkeAfDWGFDPGewinne und Verlusteim Vergleich zu 2016 %p 8 6 4 2 0 −2 −4 −6 −8−10+7,52−8,92−1,04+3,18−3,08−2,37−1,06+2,86+2,33+0,92FWGSPDCDUGrüneALFANPDLinkeAfDWGFDP |
| NPD                               | Nationaldemokratische Partei Deutschlands   | —      | —          |  | 2,37   | 1          | 2,17   | 1          | 2,43   | 1          | —      | —          | Samtgemeinderatswahl 2021Wahlbeteiligung: 60,53 % 403020100 39,5018,8325,708,85n. k.n. k.1,002,862,330,92 FWGSPDCDUGrüneALFANPDLinkeAfDWGFDPGewinne und Verlusteim Vergleich zu 2016 %p 8 6 4 2 0 −2 −4 −6 −8−10+7,52−8,92−1,04+3,18−3,08−2,37−1,06+2,86+2,33+0,92FWGSPDCDUGrüneALFANPDLinkeAfDWGFDP |
| PDV                               | Partei der Vernunft                         | —      | —          |  | —      | —          | 2,21   | 1          | —      | —          | —      | —          | Samtgemeinderatswahl 2021Wahlbeteiligung: 60,53 % 403020100 39,5018,8325,708,85n. k.n. k.1,002,862,330,92 FWGSPDCDUGrüneALFANPDLinkeAfDWGFDPGewinne und Verlusteim Vergleich zu 2016 %p 8 6 4 2 0 −2 −4 −6 −8−10+7,52−8,92−1,04+3,18−3,08−2,37−1,06+2,86+2,33+0,92FWGSPDCDUGrüneALFANPDLinkeAfDWGFDP |
| Sonst.                            | Sonstige                                    | —      | —          |  | 0,37   | 0          | —      | —          | —      | —          | 0,82   | 0          | Samtgemeinderatswahl 2021Wahlbeteiligung: 60,53 % 403020100 39,5018,8325,708,85n. k.n. k.1,002,862,330,92 FWGSPDCDUGrüneALFANPDLinkeAfDWGFDPGewinne und Verlusteim Vergleich zu 2016 %p 8 6 4 2 0 −2 −4 −6 −8−10+7,52−8,92−1,04+3,18−3,08−2,37−1,06+2,86+2,33+0,92FWGSPDCDUGrüneALFANPDLinkeAfDWGFDP |
| gesamt                            | gesamt                                      | 100,0  | 34         |  | 100,0  | 34         | 100,0  | 34         | 100,0  | 35         | 100,0  | 33         | Samtgemeinderatswahl 2021Wahlbeteiligung: 60,53 % 403020100 39,5018,8325,708,85n. k.n. k.1,002,862,330,92 FWGSPDCDUGrüneALFANPDLinkeAfDWGFDPGewinne und Verlusteim Vergleich zu 2016 %p 8 6 4 2 0 −2 −4 −6 −8−10+7,52−8,92−1,04+3,18−3,08−2,37−1,06+2,86+2,33+0,92FWGSPDCDUGrüneALFANPDLinkeAfDWGFDP |
| Wahlbeteiligung in %              | Wahlbeteiligung in %                        | 60,53  | 60,53      |  | 61,67  | 61,67      | 55,24  | 55,24      | 53,17  | 53,17      |        |            | Samtgemeinderatswahl 2021Wahlbeteiligung: 60,53 % 403020100 39,5018,8325,708,85n. k.n. k.1,002,862,330,92 FWGSPDCDUGrüneALFANPDLinkeAfDWGFDPGewinne und Verlusteim Vergleich zu 2016 %p 8 6 4 2 0 −2 −4 −6 −8−10+7,52−8,92−1,04+3,18−3,08−2,37−1,06+2,86+2,33+0,92FWGSPDCDUGrüneALFANPDLinkeAfDWGFDP |

### Samtgemeindebürgermeister
Hauptamtliche Bürgermeisterin der Samtgemeinde Harsefeld ist Ute Kück (parteilos). Bei der letzten Wahl zur Samtgemeindebürgermeisterin 2020 wurde sie mit 93,39 Prozent der Stimmen ohne Gegenkandidaten gewählt. Die Wahlbeteiligung lag bei 26,24 Prozent.

### Wappen
Die Samtgemeinde Harsefeld trägt das gleiche Wappen wie die Gemeinde Harsefeld.
Blasonierung: „Das Wappen der Samtgemeinde zeigt im weißen (silbernen) Schild einem nach rechts springenden schwarzen Ritter auf schwarzem Pferd mit erhobenem Schwert und hat im blauen Schildhaupt drei gelbe (goldene) Rosen und im Schildfuß zwei gelbe (goldene) Rosen.“

## Kultur/Sehenswertes

### Museen
- Museum Harsefeld

### Sehenswürdigkeiten
- Klosterpark Harsefeld mit Amtshof und Kirche
- Kirche Ahlerstedt
- Kirche Bargstedt
- Walkmühle Ohrensen
- Napoleonsweg (Via Romea) bei Ottendorf mit Gedenksteinen
- Zahlreiche urgeschichtliche Grabhügel
- Garten der Steine

### Sport
Überregional bekannt sind die Eishockeymannschaft Harsefeld Tigers und der Fußballverein SV Ahlerstedt/Ottendorf.

## Wirtschaft und Infrastruktur

### Verkehr
Die Samtgemeinde Harsefeld liegt etwas abseits der überregionalen Verkehrsanbindung. Die Landesstraßen L 123 und 124 verbinden die Samtgemeinde mit der Bundesstraße 73 in Stade und Horneburg sowie mit der Bundesstraße 71 in Zeven und Bremervörde. Der nächste Autobahnanschluss befindet sich in Sittensen an die Bundesautobahn 1. In Zukunft wird auch die sich noch im Bau befindliche Bundesautobahn 26 mit Anschluss in Stade von Bedeutung sein.
Die Eisenbahnstrecke Bremerhaven–Buxtehude führt mit vier Haltepunkten in Brest-Aspe, Bargstedt, Harsefeld und Ruschwedel durch die Samtgemeinde. Nächster überregionaler Bahnhof ist der Bahnhof Buxtehude, der Anschluss nach Hamburg bietet.

### Bildung
Die Samtgemeinde ist Träger von vier Grundschulen und zwei Oberschulen. Dazu zählen:
- Grundschule Ahlerstedt (zuständig für die Gemeinde Ahlerstedt)
- Grundschule Bargstedt (zuständig für Gemeinden Bargstedt und Brest)
- Grundschule Rosenborn Harsefeld
- Grundschule am Feldbusch Harsefeld
- Selma-Lagerlöf-Oberschule Harsefeld
- Oberschule Schule am Auetal (zuständig für die Gemeinden Ahlerstedt, Brest und Bargstedt)

Das seit dem Schuljahr 2006/7 existierende Aue-Geest-Gymnasium Harsefeld und die Balthasar-Leander-Schule werden vom Landkreis betrieben.